# Черноклюн щъркел
Черноклюн (далекоизточен) щъркел (Ciconia boyciana) е прелетна птица от семейство Щъркелови, обитаваща източните райони на азиатския континент. Видът е застрашен с обща численост на популацията едва около 3000 птици. До 1992 г. далекоизточният щъркел е смятан за подвид на белия щъркел - Ciconia ciconia boyciana (Swinhoe, 1873). Същият е отделен като самостоятелен Ciconia boyciana (Hancock et al. 1992) с името Далекоизточен или Черноклюн щъркел.

## Разпространение
Видът гнезди в Далекоизточните части на Русия (в басейна на реките Амур, Зея, Усури, ез. Ханка), Североизточен Китай (Манджурия) и Източна Монголия. В миналото представителите на вида са гнездели и на остров Хоншу и в КНДР. Далекоизточният щъркел е мигриращ вид, който зимува във влажни райони на Източен Китай. Отделни представители са наблюдавани да зимуват и в Япония, Корейския полуостров, Тайван, Филипините, Мианмар и дори Източен Бенгал.

## Морфологични особености
Далекоизточният щъркел наподобява на белия по оперение. Видът е малко по-едър, с по-силен и едър клюн, който е черен на цвят, а краката са значително по-ярко червени от тези на белия щъркел. Около очите кожата е неоперена и червена на цвят. Подрастващите щъркелчета са с червено-оранжев клюн, който постепенно почернява докато този на белите щъркелчета от черен постепенно преминава в червен.

## Начин на живот
Представителите на вида за разлика от своите родственици се стараят да избягат от човешкото присъствие. Макар и напоследък да се наблюдава известна степен на синантропия при някои индивиди, основната част от щъркелите гнезди по дървета в глухи места, по-рядко по стълбове от електропреносната мрежа. Гнезди близо до водоемите, където намира своята храна. В менюто му влизат малки риби, жаби и разнообразни безгръбначни животни.
- Черноклюн щъркел яде виеща се змиорка
- Черноклюн щъркел яде виеща се змиорка
- Черноклюн щъркел в полет

## Размножаване
Подобно на гнездата на белите щъркели това на далекоизточните достига до 2 метра в диаметър и височина от около 3 метра. Снасят в края на април от 2 до 6 яйца. След около месец пиленцата се излюпват. Те са напълно безпомощни и се хранят от своите родители. Половата злялост настъпва на 3-4-годишна възраст.